# Sonny Payne
Sonny Payne (* 4. Mai 1926 in New York; † 29. Januar 1979 in Los Angeles als Percival Payne) war ein US-amerikanischer Jazzschlagzeuger. Er spielte bei Count Basie und Harry James.
Sein Vater war Chris Columbus, Schlagzeuger bei Wild Bill Davis. Nach Studienjahren bei Vic Berton begann Payne 1944 als professioneller Musiker in New York mit den Bands von Dud und Paul Bascomb, spielte bei Hot Lips Page, Earl Bostic (1945/47), Tiny Grimes (1947 bis 1950) und Lucille Dixon (1948).
Von 1950 bis 1953 arbeitete Payne in Erskine Hawkins’ Big Band und leitete für zwei Jahre eine eigene Band. 1954 begann seine langjährige Zusammenarbeit mit Count Basie; 10 Jahre lang war er Mitglied in Basies Band, ging mit ihm auf Tourneen und nahm zahlreiche Alben auf. 1965 verließ er die Basie-Band, leitete ein eigenes Trio, spielte in der Begleitband von Frank Sinatra und tourte 1976 mit Illinois Jacquet. Kurz kehrte Dowdy jeweils 1965/66 sowie 1973/74 zu Basie zurück. Die restliche Zeit seiner Karriere spielte er in der Band von Harry James, mit dem er von 1966 bis zu seinem Tod zusammenarbeitete.